# Приучение домашних животных к туалету
Приучение домашних животных к туалету — обучение домашних животных, которые живут в доме вместе с людьми, к туалету (мочеиспускание и испражнение) вне дома на открытом воздухе или дома в специально отведённом месте (например, впитывающая поверхность или лоток), а не в произвольных местах дома, следуя инстинктивному поведению.
Обучение требует от человека терпения и последовательности. Во время обучения не исключены эксцессы, и отрицательная реакция человека может отпугнуть животное и замедлить обучение.

## Собаки
Первым шагом в обучении щенка является следование расписанию. Щенята, в отличие от взрослых собак, не способны так же хорошо сдерживать свой мочевой пузырь, их следует чаще выводить на прогулку. Общее правило: щенята способны сдерживать мочевой пузырь на столько часов, сколько их возраст в месяцах; щенята в два месяца могут. При выводе щенка на улицу хозяин всякий раз должен приводить его в одно определённое место. Когда щенята делают свои дела, можно произносить слова, например, «улица» или «туалет», которые после обучения станут щенку напоминанием, что делать. Вознаграждение щенка после дел помогает питомцу понять, что улица — это место, где нужно мочиться и испражняться.
Когда нет возможности выводить собаку в установленное время, следует приучать животное к клетке. Клетка должна быть достаточно большой, чтобы щенок мог чувствовать себя комфортно, но не слишком, чтобы он не захотел делать свои дела в клетке.

## Кошки
Обучение котёнка сильно отличается от обучения щенка. Специальное место находится не на улице, а дома в специальном кошачьем лотке. Инстинктивное поведение кошки состоит в том, чтобы делать выделения в грунт, а затем погрести и закопать, чтобы скрыть место выделения; лотки рассчитаны на это естественное поведение. Существуют разные наполнители для лотка, но большинство ветеринаров соглашаются, что кошки предпочитают наполнители без запаха. Важно выбрать правильный лоток, будь он меньше или больше, с высокими краями или оснащён крышкой. Также имеет значение расположение лотка. Он должен находиться в тихом месте, чтобы котёнок чувствовал себя комфортно в любое время.
Вначале котёнка нужно поместить в лоток, чтобы он узнал, где находится лоток и почувствовал наполнитель. После еды котёнка снова нужно поместить в лоток, потому что в это время побуждение к выделению достигает своего пика. Большинство котят, если им понравился наполнитель, сразу подходят к своему лотку. У кошек разные предпочтения, некоторые предпочитают разделение лотков — один для мочи и другой для кала.